# Жан Рупер
Жан Франсуа Рупер (фр. Jean François Rouppert, 15 серпня 1887, Кюстін — 25 серпня 1979, Париж) — французький художник, скульптор, графік, майстер декоративно-ужиткового мистецтва.

## Біографія
Народився в місті Кюстін. Походив із родини, де не було художників. Систематичної художньої освіти не здобув, був автодидактом. 1913 року став працювати декоратором. Згодом був креслярем у майстерні Еміля Галле, французького майстра кольорового скла та меблів доби сецесія.
Аби хоч якось покращити власний матеріальний стан, став вояком і брав участь як солдат у війні 1914—1918 років. Під час війни створив декілька швидких малюнків, де реалістично та безкомпромісно відтворив трагічні події світової війни. Малюнки не мали патріотичного забарвлення і стали зразками мистецтва антивоєнного та антибуржуазного спрямування.
Як художник розумів, що потрібні й інші твори, окрім антивоєнних. Перейшов в повоєнні роки у галузь декоративно-ужиткового мистецтва та створення невеликих скульптур, різав з дерева. Займався й живописом. До пейзажних картин художника і належить твір «Сосни», створений під впливом творів японського мистецтва з багатою гамою дещо тьмяних, перехідних відтінків.
З 1924 році став самостійним художником, відкрив власну майстерню в місті Ліон. З 1931 році перебрався в передмістя Руану. Працював художником-аніматором у створенні мультфільмів. Робив ілюстрації до книжок.
25 серпня 1979 помер у Парижі.